# Carlos Martínez Díez
Carlos Martínez Díez (ur. 9 kwietnia 1986 w Lodosie) – piłkarz hiszpański grający na pozycji prawego obrońcy. Jest wychowankiem klubu Real Sociedad.

## Kariera klubowa
Karierę piłkarską Martínez rozpoczął w klubie Real Sociedad z miasta San Sebastián. W 2004 roku stał się członkiem rezerw Realu. W latach 2004–2007 grał w ich barwach w rozgrywkach Segunda División B. W 2007 roku awansował do kadry pierwszego zespołu Realu. W Segunda División zadebiutował 26 sierpnia 2007 w przegranym 0:2 domowym meczu z Castellónem. 25 listopada 2007 w domowym spotkaniu z Málagą (2:0) strzelił swojego pierwszego gola w barwach Realu. W 2010 roku Martínez z Realem powrócił do Primera División, po tym jak klub z San Sebastián wywalczył mistrzostwo Segunda División.
| Sezon   | Klub            | Kraj      | Rozgrywki          | Mecze | Bramki |
| ------- | --------------- | --------- | ------------------ | ----- | ------ |
| 2004/05 | Real Sociedad B | Hiszpania | Segunda División B | ?     | ?      |
| 2005/06 | Real Sociedad B | Hiszpania | Segunda División B | ?     | ?      |
| 2006/07 | Real Sociedad B | Hiszpania | Segunda División B | ?     | ?      |
| 2007/08 | Real Sociedad   | Hiszpania | Segunda División   | 15    | 2      |
| 2008/09 | Real Sociedad   | Hiszpania | Segunda División   | 22    | 0      |
| 2009/10 | Real Sociedad   | Hiszpania | Segunda División   | 23    | 0      |
| 2010/11 | Real Sociedad   | Hiszpania | Primera División   | 25    | 0      |
| 2011/12 | Real Sociedad   | Hiszpania | Primera División   | 21    | 0      |
| 2012/13 | Real Sociedad   | Hiszpania | Primera División   | 29    | 1      |
| 2013/14 | Real Sociedad   | Hiszpania | Primera División   | 24    | 0      |
| 2014/15 | Real Sociedad   | Hiszpania | Primera División   | 15    | 0      |
| 2015/16 | Real Sociedad   | Hiszpania | Primera División   | 10    | 0      |
| 2016/17 | Real Sociedad   | Hiszpania | Primera División   | 10    | 0      |
| 2017/18 | Real Sociedad   | Hiszpania | Primera División   | 1     | 0      |